# Unison (syndicat)
Pour les articles homonymes, voir Unison.
Unison est le plus grand syndicat professionnel du Royaume-Uni, avec plus de 1,3 million de membres.
Il s'est formé en 1993 par fusion de trois syndicats professionnels du secteur public, le National and Local Government Officers Association (en) (NALGO), le National Union of Public Employees (en) (NUPE) et la Confederation of Health Service Employees (en) (COHSE).
L'actuel secrétaire général d'Unison est Dave Prentis. Il a été élu le 28 février 2000 et est entré en fonction le 1er janvier 2001, succédant ainsi à Rodney Bickerstaffe (en) qui occupait le poste depuis 5 ans.